# Niaboma grisea
Niaboma grisea là một loài bướm đêm trong họ Noctuidae.